# Brodiaea minor
Brodiaea minor är en sparrisväxtart som först beskrevs av George Bentham, och fick sitt nu gällande namn av Sereno Watson. Brodiaea minor ingår i släktet Brodiaea och familjen sparrisväxter. Inga underarter finns listade i Catalogue of Life.